# Marcos Rafael Blanco Belmonte
Marcos Rafael Blanco Belmonte (1871-1936) fue un poeta, escritor, traductor y periodista español.

## Biografía
Nació en Córdoba en 1871. En 1896 era redactor del periódico cordobés La Unión. Posteriormente se trasladó a Madrid, donde fue redactor del periódico El Español y en 1900 pasó a ser redactor numerario de La Ilustración Española y Americana.

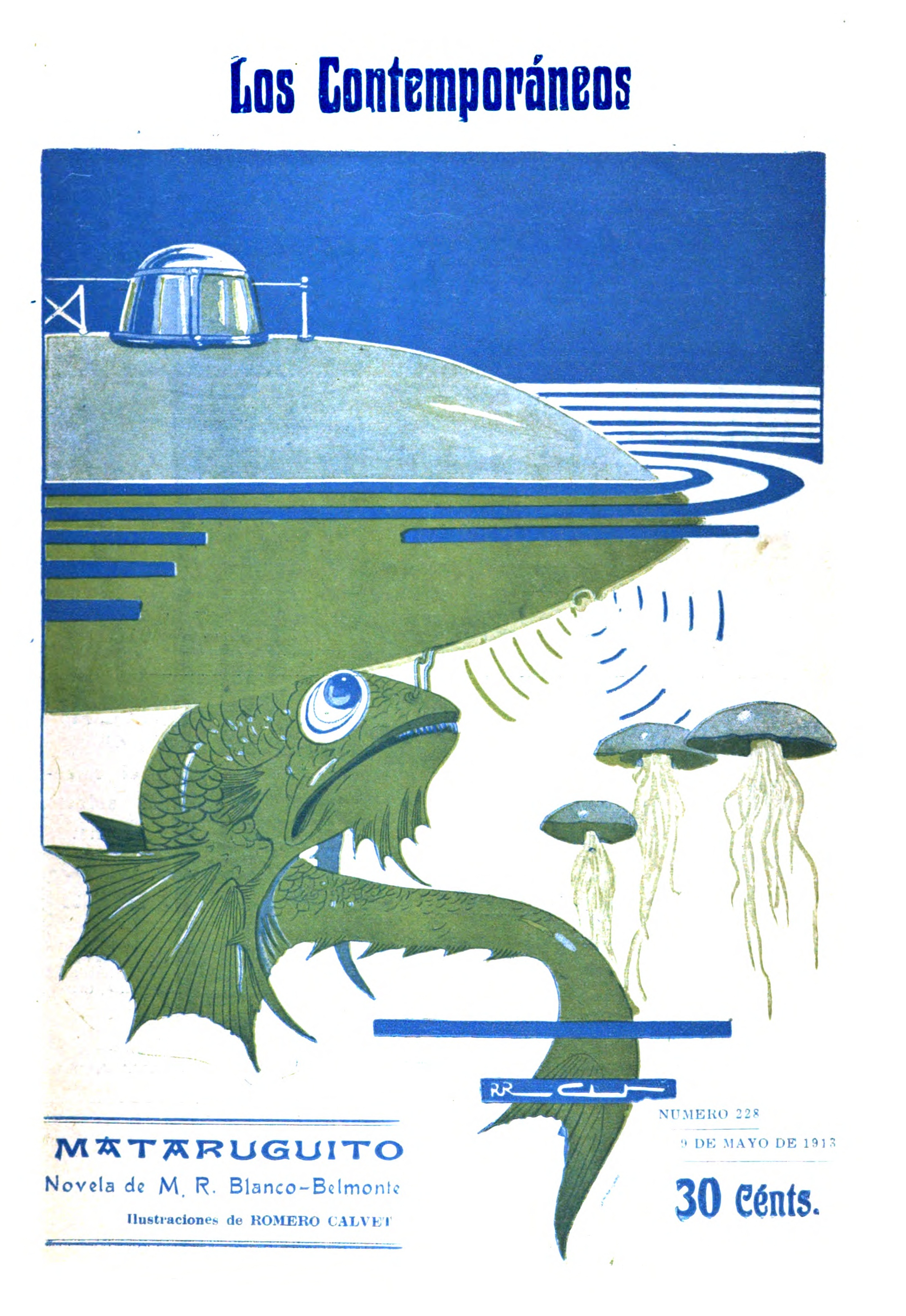
Mataruguito (Los Contemporáneos, 1913)

Colaboró también frecuentemente en otros semanarios ilustrados como La Lidia, El Gato Negro, Blanco y Negro y La Correspondencia de España. Fue miembro de la Asociación de la Prensa de Madrid. Falleció en 1936.
Fue premiado en la Academia por sus poesías Al sembrar de los trigos (1914), y en el certamen de El Carhayón (1915), por La Lanza de don Quijote. Cejador y Frauca le describe como un «poeta castizo, de lírica objetiva y épica, sin mancillarse con el lirismo francés y sin tener tampoco nada de lo bueno que trajo el modernismo, cantó á los niños abandonados y á la Patria con fogosa elocuencia, que recuerda la de Quintana, y vena fácil, que le lleva á veces á desleír demasiadamente el pensamiento».
A lo largo de su vida realizó traducciones al idioma castellano de obras de origen francés e inglés.